# Campeonato Paulista de Futebol de 1919
O Campeonato de Foot-Ball da Associação Paulista de Sports Athleticos de 1919 foi a 7.ª edição do campeonato organizado pela APEA, jogado pelos clubes paulistas filiados a esta associação. É reconhecido como legítima edição do Campeonato Paulista de Futebol pela FPF.
Disputado entre 27 de abril e 21 de dezembro daquele ano, teve o Paulistano como campeão do torneio e o Palestra Itália na segunda colocação. O quarto título consecutivo do clube do Jardim América jamais foi igualado em competições oficiais do futebol paulista.

## História
Na última rodada, o único time que poderia ameaçar a façanha era o Palestra Itália, que acabou vencendo seu jogo final por 5 a 1 contra o São Bento paulistano.
O Palestra dependia de um tropeço do Paulistano contra o Corinthians - uma derrota dava o título aos palestrinos e um empate levaria a um jogo-desempate. 
Contudo, o Paulistano goleou por 4-1 e faturou o Paulista da APEA.
Ao todo, foram 84 jogos e 385 gols marcados (uma média de 4,58 por partida).

## Participantes
- Atlética das Palmeiras
- Corinthians
- Internacional
- Mackenzie
- Minas Gerais
- Palestra Itália
- Paulistano
- Santos
- São Bento
- Ypiranga

## Tabela
27/04/1919 AA das Palmeiras 4 x 1 Mackenzie
27/04/1919 SC Internacional 3 x 3 Minas Gerais
04/05/1919 Minas Gerais 4 x 3 AA das Palmeiras
04/05/1919 Mackenzie 3 x 5 SC Internacional
01/06/1919 Mackenzie x Minas Gerais [Minas Gerais ganhou por wo]
01/06/1919 SC Internacional 1 x 0 AA das Palmeiras
22/06/1919 AA São Bento 2 x 7 Ypiranga
22/06/1919 Santos 6 x 0 Mackenzie
22/06/1919 Corinthians 4 x 0 Minas Gerais
22/06/1919 Paulistano 1 x 1 Palestra Itália
29/06/1919 Santos 1 x 0 Corinthians
29/06/1919 Palestra Itália 5 x 2 Mackenzie
29/06/1919 Ypiranga 2 x 2 SC Internacional
29/06/1919 Paulistano 5 x 1 AA das Palmeiras
13/07/1919 Palestra Itália 3 x 0 SC Internacional
13/07/1919 Santos 1 x 3 Paulistano
13/07/1919 Minas Gerais 2 x 9 AA São Bento
13/07/1919 Ypiranga 1 x 0 Corinthians
20/07/1919 AA das Palmeiras 1 x 2 AA São Bento
20/07/1919 Corinthians 0 x 1 Palestra Itália
20/07/1919 Paulistano 1 x 3 Ypiranga
27/07/1919 Santos 2 x 4 AA São Bento
27/07/1919 Corinthians 1 x 1 SC Internacional
27/07/1919 Minas Gerais 2 x 5 Palestra Itália
03/08/1919 Ypiranga 3 x 6 Santos
03/08/1919 Corinthians 3 x 3 Paulistano
03/08/1919 Mackenzie 0 x 2 AA São Bento
10/08/1919 Ypiranga 1 x 5 Palestra Itália
10/08/1919 AA das Palmeiras 1 x 4 Santos
10/08/1919 AA São Bento 2 x 0 Paulistano
24/08/1919 Ypiranga 4 x 1 Minas Gerais
24/08/1919 Corinthians 1 x 0 AA São Bento
24/08/1919 Palestra Itália 3 x 2 AA das Palmeiras
31/08/1919 Paulistano 5 x 0 SC Internacional
31/08/1919 AA das Palmeiras 2 x 6 Ypiranga
31/08/1919 Santos 0 x 2 Palestra Itália
31/08/1919 Corinthians 4 x 2 Mackenzie
07/09/1919 Paulistano 4 x 0 Mackenzie
07/09/1919 Santos 4 x 0 Minas Gerais
07/09/1919 AA das Palmeiras 0 x 3 Corinthians
07/09/1919 SC Internacional 0 x 2 AA São Bento
14/09/1919 AA São Bento 1 x 4 Palestra Itália
14/09/1919 Ypiranga 2 x 0 Mackenzie
14/09/1919 Paulistano 5 x 1 Minas Gerais
14/09/1919 Santos 0 x 0 SC Internacional
21/09/1919 SC Internacional 0 x 1 Ypiranga
21/09/1919 AA São Bento 3 x 4 Minas Gerais
21/09/1919 Corinthians 5 x 0 Santos
28/09/1919 Ypiranga 2 x 2 AA São Bento
28/09/1919 Minas Gerais 1 x 5 Corinthians
28/09/1919 Paulistano 2 x 0 Santos
05/10/1919 Santos 5 x 0 Mackenzie
05/10/1919 AA São Bento 3 x 3 SC Internacional
05/10/1919 Palestra Itália 1 x 6 Ypiranga
12/10/1919 Paulistano 7 x 3 SC Internacional
12/10/1919 AA das Palmeiras 0 x 5 Palestra Itália
12/10/1919 Corinthians 5 x 0 AA São Bento
19/10/1919 Ypiranga 2 x 5 Paulistano
19/10/1919 Corinthians 4 x 1 AA das Palmeiras
19/10/1919 Minas Gerais 0 x 2 Palestra Itália
26/10/1919 Ypiranga 9 x 1 AA das Palmeiras
26/10/1919 Paulistano 4 x 0 Mackenzie
26/10/1919 SC Internacional 6 x 3 Santos
01/11/1919 Paulistano 2 x 0 Minas Gerais
01/11/1919 AA São Bento 1 x 2 Mackenzie
01/11/1919 Palestra Itália 4 x 1 Santos
09/11/1919 Santos 1 x 2 AA São Bento
09/11/1919 Mackenzie 1 x 4 Ypiranga
09/11/1919 Palestra Itália 0 x 1 Corinthians
16/11/1919 Santos 1 x 3 Ypiranga
16/11/1919 AA São Bento 2 x 3 AA das Palmeiras
16/11/1919 Palestra Itália 1 x 2 Paulistano
23/11/1919 SC Internacional 1 x 5 Palestra Itália
23/11/1919 Mackenzie 0 x 4 Corinthians
23/11/1919 Minas Gerais 0 x 0 Ypiranga
30/11/1919 Corinthians 4 x 0 Ypiranga
30/11/1919 Paulistano 7 x 0 AA das Palmeiras
30/11/1919 Minas Gerais 0 x WO Santos
07/12/1919 Corinthians 6 x 1 SC Internacional
07/12/1919 Santos 1 x 8 AA das Palmeiras
07/12/1919 Mackenzie 0 x 7 Palestra Itália
07/12/1919 Paulistano 2 x 0 AA São Bento
14/12/1919 Palestra Itália 5 x 1 AA São Bento
21/12/1919 Paulistano 4 x 1 Corinthians

## Jogo do título
Paulistano 4x1 Corinthians
(21 de dezembro de 1919)

## Premiação
| Campeão Paulista de 1919 |
| ------------------------ |
| PAULISTANO (7º título)   |

## Classificação final
| Classificação - Final | Classificação - Final  | Classificação - Final | Classificação - Final | Classificação - Final | Classificação - Final | Classificação - Final | Classificação - Final | Classificação - Final | Classificação - Final |
| Time | Time                   | PG                    | J                     | V                     | E                     | D                     | GP                    | GC                    | SG                    |
| --- | ---------------------- | --------------------- | --------------------- | --------------------- | --------------------- | --------------------- | --------------------- | --------------------- | --------------------- |
| 1 | Paulistano             | 30                    | 18                    | 14                    | 2                     | 2                     | 62                    | 19                    | 43                    |
| 2 | Palestra Itália        | 29                    | 18                    | 14                    | 1                     | 3                     | 59                    | 21                    | 38                    |
| 3 | Corinthians            | 26                    | 18                    | 12                    | 2                     | 4                     | 51                    | 16                    | 35                    |
| 4 | Ypiranga               | 25                    | 18                    | 11                    | 3                     | 4                     | 56                    | 34                    | 22                    |
| 5 | São Bento              | 16                    | 18                    | 7                     | 2                     | 9                     | 38                    | 44                    | - 6                   |
| 6 | Santos                 | 13                    | 18                    | 6                     | 1                     | 11                    | 36                    | 43                    | - 7                   |
| 7 | Internacional          | 11                    | 15                    | 3                     | 5                     | 7                     | 26                    | 44                    | - 18                  |
| 8 | Minas Gerais           | 10                    | 15                    | 4                     | 2                     | 9                     | 18                    | 49                    | - 31                  |
| 9 | Atlética das Palmeiras | 6                     | 15                    | 3                     | 0                     | 12                    | 27                    | 57                    | - 30                  |
| 10 | Mackenzie              | 2                     | 15                    | 1                     | 0                     | 14                    | 11                    | 57                    | - 46                  |
| PG - pontos ganhos; J - jogos; V - vitórias; E - empates; D - derrotas; GP - gols pró; GC - gols contra; SG - saldo de gols |                        |                       |                       |                       |                       |                       |                       |                       |                       |